# Werskepchen
Werskepchen (1938 bis 1945: Schwarzwiesen, litauisch Verškepiai) ist ein verlassener Ort im Rajon Krasnosnamensk der russischen Oblast Kaliningrad. Ein ganz kleiner Teil der ehemaligen Gemeinde Werskepchen/Schwarzwiesen – der Bereich südlich des kleinen Flusses Lobenka (dt. Lobinnis, 1938 bis 1945: Kuhfließ) – befindet sich im Rajon Nesterow.
Die Ortsstelle befindet sich viereinhalb Kilometer südöstlich von Dobrowolsk (Pillkallen/Schloßberg) am kleinen Fluss Brodowka (dt. Breduppe).

## Geschichte

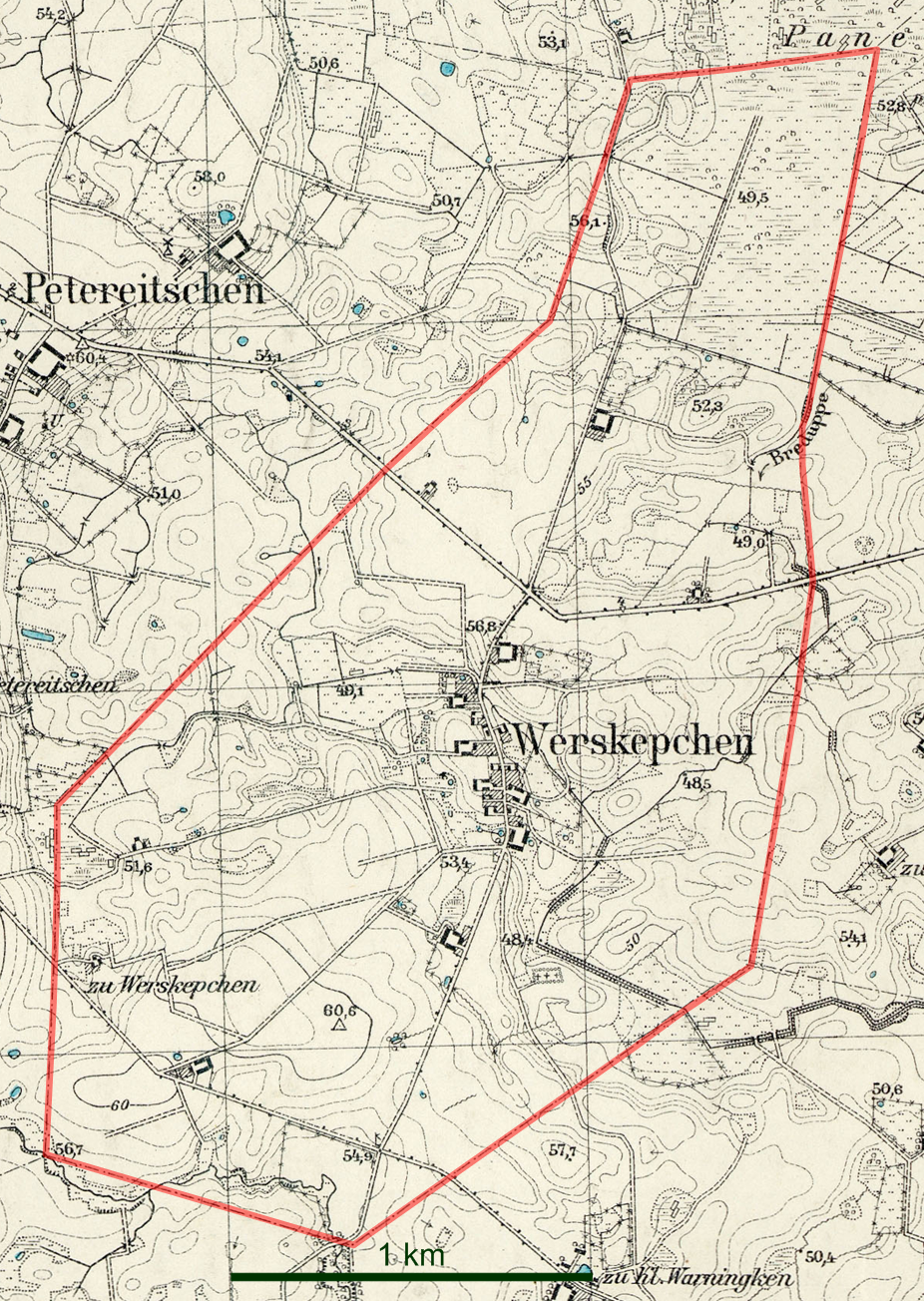
Die Landgemeinde Werskepchen auf einem Messtischblatt von 1931

Der Ort wurde seit 1625 erwähnt und zunächst mit Werschkepjen bezeichnet. Um 1780 war Werschkepchen ein königliches Bauerndorf. 1874 wurde die Landgemeinde Werskepchen in den neu gebildeten Amtsbezirk Warningken im Kreis Pillkallen eingegliedert. 1938 wurde Werskepchen in Schwarzwiesen umbenannt. 1945 kam der Ort in Folge des Zweiten Weltkrieges mit dem nördlichen Ostpreußen zur Sowjetunion. Einen russischen Namen erhielt er nicht mehr.

### Einwohnerentwicklung
| Jahr | Einwohner |
| ---- | --------- |
| 1867 | 164       |
| 1871 | 172       |
| 1885 | 140       |
| 1905 | 121       |
| 1910 | 137       |
| 1933 | 122       |
| 1939 | 123       |

## Kirche
Werskepchen/Schwarzwiesen gehörte zum evangelischen Kirchspiel Pillkallen.